# Нефтяная скважина

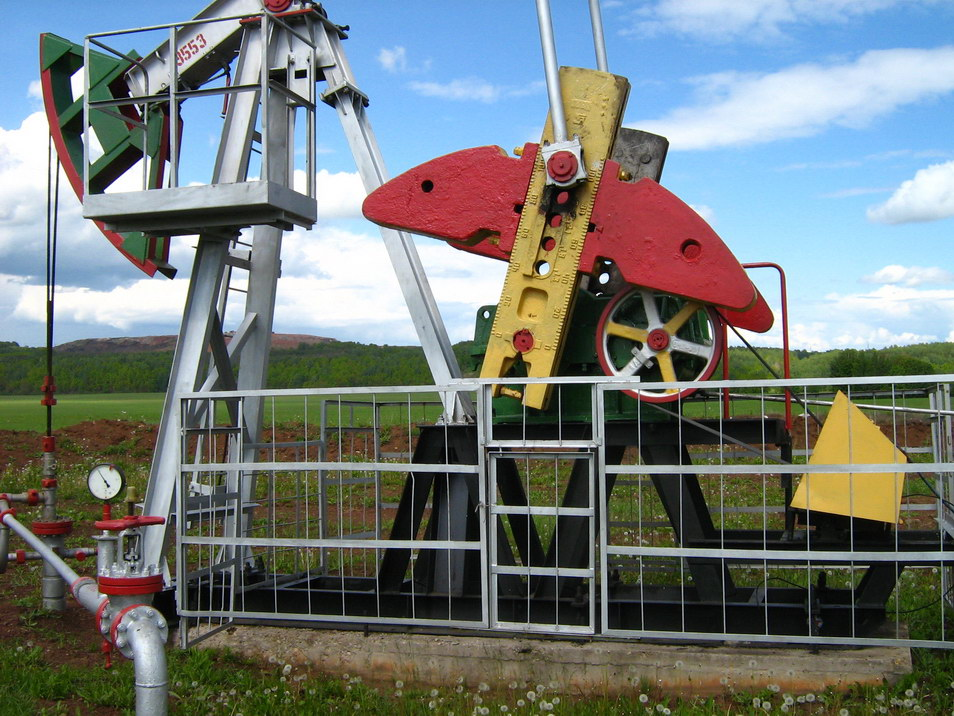
Нефтяная скважина в Татарстане, с качающимся штанговым насосом

Нефтяна́я сква́жина — горная выработка круглого сечения, диаметром 75—400 мм, сооружаемая без доступа в неё человека, предназначенная для добычи, либо разведки нефти и попутного газа.
Скважины сооружаются путём последовательного бурения горных пород, удаления шлама и укрепления стенок скважины от разрушения (при необходимости, зависит от характера пород). Для бурения применяются буровые станки, буровые долота и другие механизмы.
По оценке международного агентства новостей Reuters, в 2020 году в мире насчитывается не менее 29 миллионов заброшенных скважин. Они являются значительным источником выбросов парниковых газов , вызывающих изменение климата.

## Классификация скважин

### По типу профиля
- Вертикальные (угол отклонения от вертикали менее 2-6°[2])
- Наклонно-направленные;
- Горизонтальные.

### По способу эксплуатации
- Фонтанный, при котором пластовая жидкость поднимается по стволу скважины от забоя на поверхность только под действием пластовой энергии, которой обладает нефтяной пласт. Для добычи фонтанным способом необходимо, чтобы забойное давление превышало сумму гидростатического давления столба пластовой жидкости (высотой столба от устья скважины до её забоя) и линейного давления кустовой площадки;
- Газлифтный, при котором в качестве дополнительной энергии используется газ высокого давления. В результате смешивания дополнительно поступающего в скважину газа с пластовой жидкостью образуется газожидкостная смесь пониженной плотности, что снижает давление на забое скважины. Пониженное забойное давление обеспечивает приток продукции из пласта и подъем газожидкостной смеси на поверхность;[3]
- Механизированный, с помощью спускаемых в скважину насосов (ЭЦН, ШГН и др.). Современные насосы позволяют регулировать рабочую частоту и задавать программные режимы работы, что дает возможность регулировать темпы отбора пластовой жидкости.

### По конструкции забоев скважин
- С перфорированным забоем;
- С забойным хвостовиком;
- С забойным фильтром;
- С открытым забоем.

## История
Первое в мире бурение скважины для целей нефтедобычи проведено в 1846 году по предложению члена Главного управления Закавказским краем Василия Николаевича Семенова (1801—1863) на основе идей Николая Воскобойникова  (1801—1860) в посёлке Биби-Эйбат близ Баку, входившем тогда в Российскую империю. Глубина скважины составила 21 м. Работа была осуществлена под руководством директора Бакинских нефтяных промыслов, Корпуса горных инженеров — майора Алексеева, скважина была разведочной.
В 1864 году первая в России эксплуатационная скважина была пробурена на Кубани, в селе Киевском, в долине реки Кудако.
Первую американскую нефть из буровой скважины глубиной 15 м получил инженер Уильямс в 1857 году в Эннискиллен.
Однако чаще всего считают, что первую нефть из промышленной скважины получил американец Эдвин Дрейк 27 августа 1859 года.
В Баку в 1930 году был разработан (см. Мир-Бабаев М. Ф., 2007 г.) и в 1934 году на Грозненских нефтепромыслах успешно применен метод наклонно-направленного бурения, при котором скважины делаются не вертикальными, а наклонными (с отклонением ствола скважины от вертикали и изменением зенитного угла и азимута бурения). При этом буровая вышка может находиться на значительном расстоянии от месторождения. С помощью наклонных скважин, заложенных на окраине Баку, добывали нефть из-под городских кварталов. В 1930 году на всех бакинских нефтяных промыслах применялся электрокаротаж и приборы для измерения кривизны бурения. На Баилове (район Баку) в 1941 году впервые в мире бурится наклонная скважина на глубину 2000 м турбинным способом (бурение было осуществлено бригадой мастера Ага Нейматулла). Также 1941 году, начато бурение самой глубокой скважины в СССР (3200—3400 м) на месторождении Говсаны (Азербайджан). Наклонное бурение позволяет использовать стационарную буровую на берегу для добычи нефти на шельфе. Именно так работает часть скважин в Норвегии на берегу Северного моря.
Первые наклонно-направленные скважины имели криволинейную траекторию: от поверхности бурение ведётся сначала вертикально вниз, а затем набирается угол наклона для приведения к заданному направлению. Прямолинейная наклонная нефтедобывающая скважина впервые была пробурена на Старых промыслах Грознефти в 1949 г. (разработка инженера Бузинова М. М.)
На основе наклонного бурения был разработан метод кустового бурения, при котором с одной кустовой площадки расходится «куст» в 10—12 наклонных скважин, охватывающих большую нефтеносную площадь. Этот метод позволяет проводить буровые работы на бо́льших глубинах — до 6000 метров.

## Цикл строительства скважин

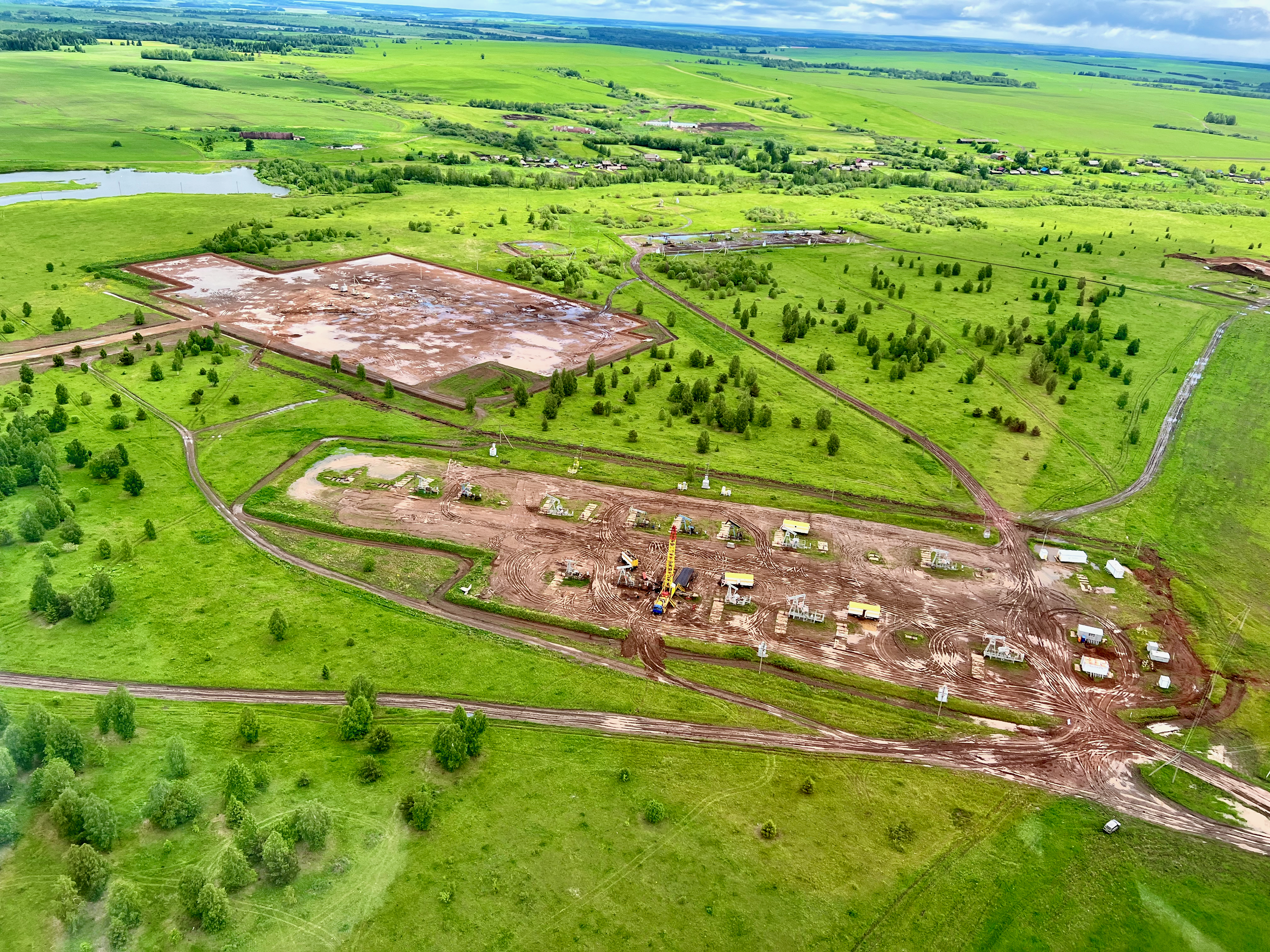
строящаяся нефтяная скважина в Башкортостане

1. Строительство наземных сооружений;
2. Углубление ствола скважины, осуществление которого возможно только при выполнении двух параллельно протекающих видах работ — собственно углубления и промывки скважины;
3. Разобщение пластов, состоящее из двух последовательных видов работ: укрепления (крепления) ствола скважины опускаемыми трубами, соединёнными в колонну, и тампонирования (цементирования) заколонного пространства;
4. Освоение скважин. Часто освоение скважин в совокупности с некоторыми другими видами работ (вскрытие пласта и крепление призабойной зоны, перфорация, вызов и интенсификация притока [оттока] флюида) называют заканчиванием скважин.

## Конструкция скважины
Сведения о конструкции скважины включают в себя совокупность данных о числе и размерах (диаметр и длина) обсадных колонн, диаметрах ствола скважин под каждую колонну, интервалах цементирования и о способах и интервалах соединения скважины с продуктивным пластом. 
Следует отличать фонтанную арматуру, которая расположена на устье скважины и относится к наземному оборудованию. Назначение фонтанной арматуры - герметизация устья скважины, создание возможности проводить мероприятия в скважине, изменение направление потока пластовой жидкости и газа, подвес труб НКТ (на планшайбе, как правило).

### Основные элементы скважины
Основными элементами скважины являются: устье, забой, ствол, ЗУМПФ.
Устье - это верхняя часть скважины.
Забой - это часть скважины, которая пересекает продуктивный пласт.
Ствол - это горная выработка, внутри которой располагаются обсадные колонны и производится углубление скважины.
Зумпф (нем. "болото") - зона успокоения механических примесей и фильтратов. Находится ниже интервала перфорации.

### Обсадные колонны
- Направление – первая колонна труб или одна труба, предназначенная для закрепления приустьевой части скважин от размыва буровым раствором и обрушения, а также для обеспечения циркуляции жидкости. Направление, как правило, одно. Однако могут быть случаи крепления скважин двумя направлениями, когда верхняя часть разреза представлена лёссовыми почвами, насыпным песком или имеет другие особенности. Обычно направление спускают в заранее подготовленную шахту или скважину и бетонируют на всю длину. Иногда направление забивают в породу, как сваю;
- Кондуктор – колонна обсадных труб, предназначенных для разобщения верхнего интервала разреза горных пород, изоляции пресноводных горизонтов от загрязнения, монтажа противовыбросового оборудования и подвески последующих обсадных колонн. Кондуктор, в зависимости от геологических условий, устанавливается на глубину в среднем до 100 м, а максимальная глубина до 600 м. Диаметр кондуктора, как правило, колеблется в диапазоне 177-508 мм. Он опрессовывается, как и цементное кольцо;
- Эксплуатационная колонна - последняя колонна обсадных труб, которой крепят скважину для разобщения продуктивных горизонтов от остальных пород и извлечения из скважины нефти или газа или для нагнетания в пласты жидкости или газа. Иногда в качестве эксплуатационной колонны может быть использована (частично или полностью) последняя промежуточная колонна.

## Мероприятия

### Интенсификация добычи
С началом освоения низкопроницаемых коллекторов нефти одним из используемых методов становится гидроразрыв пласта. В горизонтальных скважинах распространение получил многостадийный ГРП.
Если ствол скважины пересекает нефтенасыщенные пласты выше или ниже интервалов перфорации, возможен переход на эксплуатацию другого пласта, либо его приобщение (совместная эксплуатация нескольких пластов). В таких случаях производится дополнительная перфорация, возможно, с изоляцией ранее эксплуатировавшихся интервалов.

### Исследования скважин
Исследования проводятся, как правило, для определения технического состояния эксплуатационных колонн, определения (уточнения) интервалов перфорации, оценки приемистости пласта (пластов), оценки качества цементирования обсадных колонн (акустические исследования), определения характера текущей насыщенности пересеченных пластов (вода, нефть, газ), уточнения положения ствола в пространстве (инклинометрия) и др. Термометрия позволяет обнаружить термоаномалии вдоль ствола скважины, которые являются косвенным признаком негерметичности эксплуатационных колонн.Также для этих целей эффективна поинтервальная опрессовка эксплуатационной колонны.